# 高開
高 開（こう かい、? - 352年）は、五胡十六国時代の前燕の人物。本貫は渤海郡蓨県。祖父は高約（高湖の曾祖父の高隠の兄）。父は高瞻。弟は高商。

## 生涯
父の高瞻は幼くして英才があり、西晋に仕えて尚書郎の地位にあった。永嘉の乱により東夷校尉崔毖に恭順したが、崔毖が慕容廆に敗れると降伏し、慕容廆により将軍に任じられた。だが、高瞻は病と称して一切応じなかったので、慕容廆の不興を買い、やがて憂死した。
高開は高瞻の長男であり、慕容儁の時代に前燕に出仕すると、昌黎郡太守に任じられた。
351年4月、慕容儁の命により、冉魏の幽州刺史劉準と、勃海で自立していた豪族の封放の討伐に向かった。高開が勃海へ進軍すると、劉準と封放は共に降伏し、彼を迎え入れた。
やがて幕府の参軍となり官署に入った。
352年4月、輔国将軍慕容恪が冉魏討伐の軍を起こすと、高開はこれに従軍した。前燕軍は魏昌県の廉台（現在の河北省石家荘市無極県の東）において冉閔と対峙したが、10戦を交えて1度も勝利を得られなかった。冉魏軍には歩兵が多く前燕軍には騎兵が多かったため、冉閔は戦場を林の中へ持ち込もうとしていた。そこで高開は「林の中では我等は不利です。軽騎を派遣して、速やかに敵を捕捉させましょう。そして負けたふりをして退却し、敵を平地へ誘い込んだ後、全軍で攻撃するのです」と献策すると、慕容恪はこれに従った。冉閔が策にはまって平地へ誘い出てくると、前燕軍を攻め立てて三百余りの首を斬り、その勢いのまま全軍を挙げて本陣へ突撃した。前燕軍の両翼はこれを挟撃し、冉魏軍を大いに破った。これにより、冉閔とその将兵を捕らえる事が出来たが、高開は乱戦の中で傷を受け、これが原因となり昌黎において亡くなった。
弟の范陽郡太守高商は訃報を聞いて血を吐いて慟哭し、病気を患って杖が無ければ歩けなくなった。慕容儁はこれを憐れんで昌黎郡太守に任じたが、兄の死地に赴任するのを嫌がったので、遼西郡太守に移らせた。